# Gymnoscelis confusata
Gymnoscelis confusata là một loài bướm đêm trong họ Geometridae.